# Alejo Montes
Alejo Montes (Posadas, Misiones, 5 de septiembre de 1991) es un baloncestista profesional argentino que se desempeña en las posiciones de base o escolta. Además de haber jugado en diversas categorías de su país, ha actuado también en equipos de Paraguay, Bolivia, Brasil, Ecuador, Perú, Chile y Colombia.

## Trayectoria

### Clubes
| Club                       | País      | Año         |
| -------------------------- | --------- | ----------- |
| Regatas Corrientes         | Argentina | 2008 - 2012 |
| Estudiantes Concordia      | Argentina | 2012 - 2013 |
| La Unión de Formosa        | Argentina | 2013 - 2014 |
| Monte Hermoso Basket       | Argentina | 2014 - 2015 |
| Argentino de Junín         | Argentina | 2015 - 2016 |
| Oberá                      | Argentina | 2016 - 2017 |
| Sportivo Luqueño           | Paraguay  | 2017        |
| Estudiantes de Olavarría   | Argentina | 2017 - 2018 |
| Hindú de Resistencia       | Argentina | 2018 - 2019 |
| Calero                     | Bolivia   | 2019        |
| San Isidro                 | Argentina | 2019 - 2020 |
| Platense                   | Argentina | 2020 - 2021 |
| Caxias do Sul              | Brasil    | 2021 - 2022 |
| Piratas de Los Lagos       | Ecuador   | 2022        |
| Regatas Lima               | Perú      | 2023        |
| Santiago Morning Quilicura | Chile     | 2023        |
| Búcaros                    | Colombia  | 2023        |
| Comunicaciones             | Argentina | 2023 - 2024 |
| Municipal Puente Alto      | Chile     | 2024        |
| Toros del Valle            | Colombia  | 2024        |
| Español de Talca           | Chile     | 2025        |
| Leones de Riobamba         | Ecuador   | 2025        |

## Palmarés

### Campeonatos Nacionales
| Título                         | Club                  | País      | Año     |
| ------------------------------ | --------------------- | --------- | ------- |
| Liga de Basket de Lima         | Regatas Lima          | Perú      | 2023    |
| Torneo Nacional de Ascenso     | Estudiantes Concordia | Argentina | 2012-13 |
| Torneo Súper 8[cita requerida] | Regatas Corrientes    | Argentina | 2008    |

### Campeonatos Internacionales
| Título               | Club               | País      | Año     |
| -------------------- | ------------------ | --------- | ------- |
| Liga de las Américas | Regatas Corrientes | Argentina | 2010-11 |